# Cratere Piret
Piret  è un cratere sulla superficie di Venere.